# Dicladispa proxima
Dicladispa proxima es una especie de insecto coleóptero de la familia Chrysomelidae.
Fue descrita científicamente en 1910 por Julius Weise.